# Kamares
Kamares (en griego, Καμάρες) es un pueblo de Grecia ubicado en la isla de Creta. Pertenece a la unidad periférica de Heraclión, al municipio de Festo y a la unidad municipal de Tymbaki. En el año 2011 contaba con una población de 331 habitantes.

## Restos arqueológicos

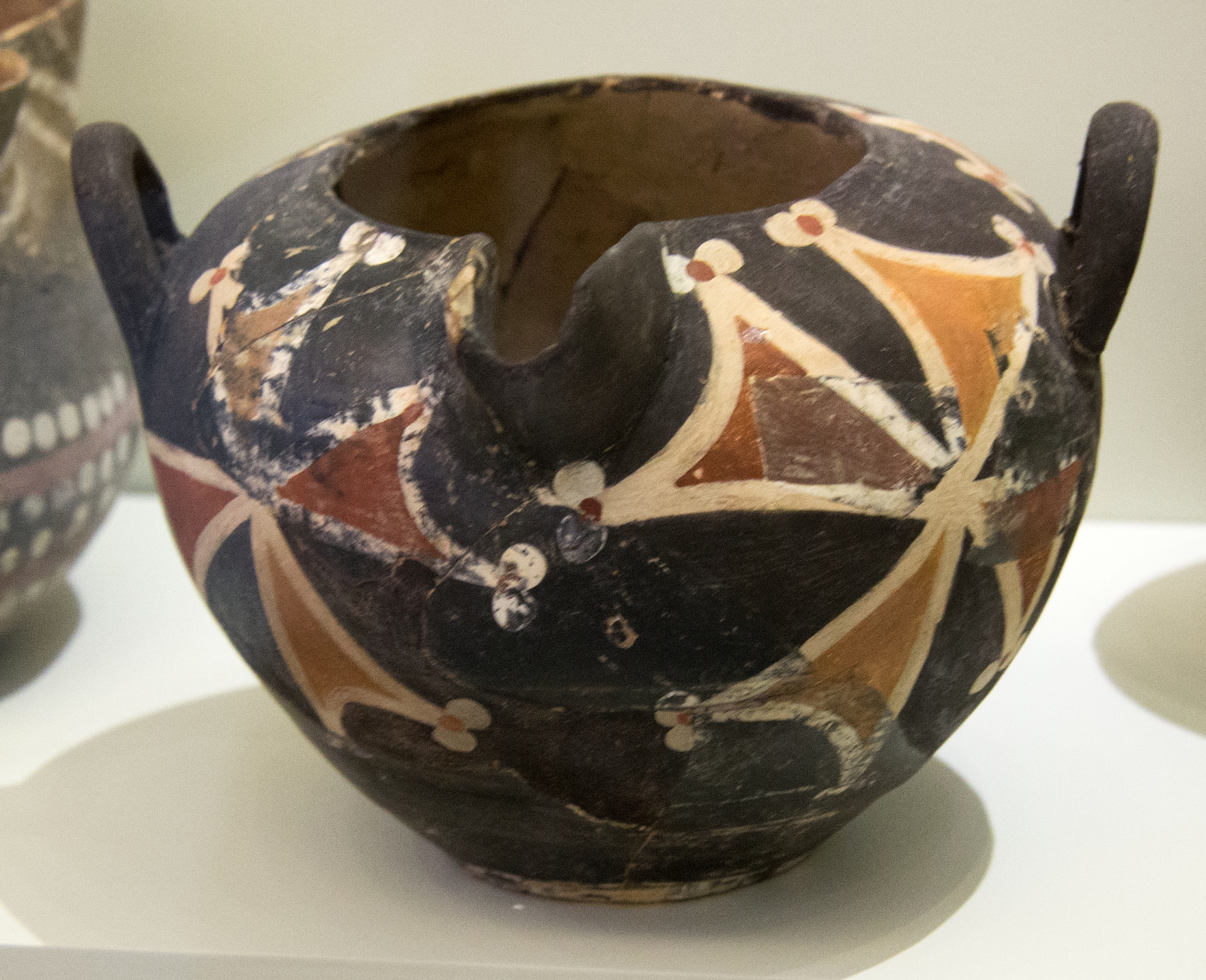
Una de las piezas de cerámica halladas en la cueva de Kamares. Museo Arqueológico de Heraclión.

Kamares ha dado nombre a un estilo de cerámica del periodo minoico medio (2000-1700 a. C.) debido a que en la denominada «cueva de Kamares», situada en el sur del monte Ida, fue donde se produjeron los primeros hallazgos de este tipo de cerámica. En esta cueva, además, se hallaron recipientes con restos de semillas y harina, huesos de bueyes y de cabras y dos exvotos de terracota con forma de cabeza de buey y cuerpo de jabalí. Esta cueva fue excavada por vez primera por Antonio Taramelli en 1894 y posteriormente en 1912 por un grupo de arqueólogos británicos.